# Cathédrale de Campobasso
La cathédrale de Campobasso ou cathédrale de la Très-Sainte-Trinité (en italien : Cattedrale metropolitana della Santissima Trinità) est une église catholique romaine de Campobasso, en Italie. Il s'agit de la cathédrale de l'archidiocèse de Campobasso-Boiano.

## Histoire
À l'origine, L'église a été construite sous l'initiative du seigneur féodal et mécène Andrea De Capua, duc de Termoli et seigneur de Campobasso, en tant que structure baroque où se trouvait le siège de la confrérie de la Trinité, supprimée en 1809, devenue célèbre au XVIe siècle grâce aux combats avec les croisés. Elle a été détruite en 1805 par un tremblement de terre. Le nouveau bâtiment a été achevé par l'architecte Bernardino Musenga en 1829. Un chapitre collégial était rattaché à l'église paroissiale. De 1860 à 1900, l'église a été utilisée comme caserne. Avec le transfert de l'évêché à Campobasso, l'église a été élevée au rang de cathédrale en 1927. Elle fut ensuite agrandi par Tullio Passarelli et Vittorio Tiberio jusqu'en 1933. La nef est surélevée avec une abside ajoutée.

## Architecture
La façade se compose d'un pronaos hexastyle et d'un fronton triangulaire au-dessus. Le campanile est à gauche en direction de la mairie.
L'intérieur, en forme de basilique civile, est divisé en trois larges nefs aux plafonds à caissons. Dans la voûte de l'abside, une fresque de Romeo Musa représente l'événement de la Pentecôte. Au-dessous se trouve le maître-autel avec un baldaquin soutenu par des chapiteaux corinthiens. Derrière l'autel se trouve l'orgue construit par Ponziano Bevilacqua en 1993 avec 41 jeux sur trois claviers et pédalier.
Depuis les bas-côtés, il y a deux grandes chapelles décorées de fresques d'Amedeo Trivisonno. Dans la chapelle collatérale gauche se trouvent les fonts baptismaux de 1745 en granit et en forme de bassin carré.  
Les vitraux polychromes représentent des saints défendant le dogme de la Trinité : Augustin d'Hippone, Hilaire de Poitiers, le pape Anastase et Nicolas de Myre.